# Aurora Chamorro
Aurora Chamorro i Gual (Barcelona, 11 de junio de 1954-17 de octubre de 2020) fue una nadadora española, sobresaliente en sus especialidades entre 1968 y 1974.

## Trayectoria
Entrenó en el Club de Natación Poble Nou, se especializó en estilo libre y pruebas de velocidad estilo mariposa, siendo de las grandes dominadoras en la década de 1970. 
Fue campeona de Cataluña en treinta ocasiones, entre ellos, once títulos en los 100 metros de mariposa y siete en 100 metros estilo libre. En los Campeonatos españoles, ganó veintiocho títulos, con excelencia en los 100 metros estilo mariposa, 100 metros estilo libre, 4x100 metros estilo libre relé y 4x100 metros medley relé. También rompió catorce récords en Cataluña y diez en España entre 1969 y 1972. 
Internacionalmente participó con el equipo de natación español por más de treinta y nueve ocasiones, como en el Campeonato Europeo de Natación en 1970, el Campeonato Mundial de Natación en 1973 y los Juegos Olímpicos de Múnich 1972.